# Ernest Thompson
Ernest Thompson, nato Ernest Richard Thompson (Bellows Falls, 6 novembre 1949), è un drammaturgo, sceneggiatore, regista e attore statunitense.

## Biografia
Nato nel Vermont, ha studiato in Maryland. Conosciuto come autore di On Golden Pond, spettacolo che ha scritto a 28 anni e che ha debuttato nel 1978 a Broadway. Lo spettacolo ha avuto molto successo (circa 400 rappresentazioni) e nel 1981 è diventato un film, intitolato in Italia Sul lago dorato e interpretato da Katherine Hepburn e Henry Fonda. Grazie a questo lavoro Thompson ha vinto l'Oscar alla migliore sceneggiatura non originale nella cerimonia dei Premi Oscar 1982 e il Golden Globe per la migliore sceneggiatura ai Golden Globe 1983, oltre ad aver ottenuto la nomination ai Premi BAFTA 1982 nella stessa categoria. Altra opera di successo è The West Side Waltz (1981), per il quale Thompson ha anche diretto una versione televisiva andata in onda nel 1995. Nel 1998 ha diretto il film 1969 - I giorni della rabbia. Come attore ha preso parte alle serie TV Sierra (1974), Un trio inseparabile (1977) e ad alcuni film.

## Filmografia

### Regista e sceneggiatore
Cinema
- 1969 - I giorni della rabbia (1969) (1988) - anche sceneggiatore

Televisione
- The West Side Waltz (1995)
- Out of Time (2000)
- On Golden Pond (2001)

### Sceneggiatore
Cinema
- Sul lago dorato (On Golden Pond), regia di Mark Rydell (1981)
- Ancora insieme (Sweet Hearts Dance), regia di Robert Greenwald (1988)

### Attore
- F. Scott Fitzgerald and 'The Last of the Belles - film TV (1974)
- Sierra - serie TV (1974)
- Un trio inseparabile (Westside Medical) (1977)
- Star 80, regia di Bob Fosse (1983)
- Take Me Home Again, regia di Tom McLoughlin - film TV (1994)
- The West Side Waltz, regia di Ernest Thompson - film TV (1995)
- Prossima fermata Wonderland (Next Stop Wonderland), regia di Brad Anderson (1998)
- Friction, regia di Cullen Hoback (2010)